# Cemitério judaico

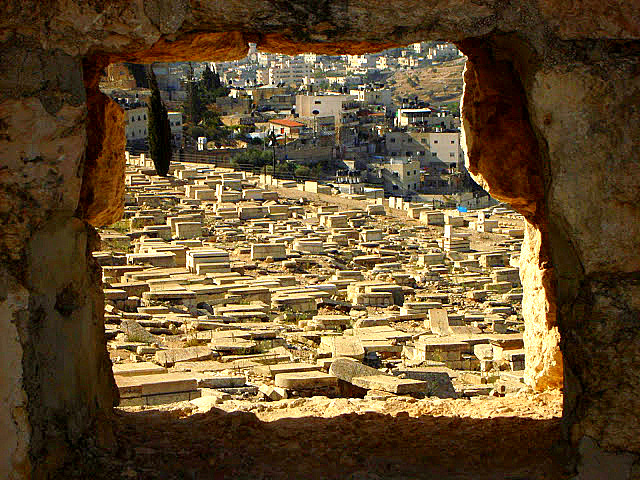
Cemitério judeu no Monte das Oliveiras

Cemitério judaico (em hebraico bet kevarot, "lugar dos sepulcros", bet olam, "casa da eternidade", do aramaico bet almin, bet mo'ed le-khol hai, "a casa reservada para os vivos" ou, eufemisticamente, bet hayyim, "casa dos vivos") é um lugar comunal onde são sepultadas várias pessoas de famílias diferentes.[carece de fontes?]

## Antiguidade
De acordo com a lei antiga, os locais de sepultamento deveriam ficar pelo menos quinze varas  da casa mais próxima, o que fazia os cemitérios serem posicionados nos locais mais remotos das cidades, conforme citado em Lucas 7:12.
O costume de sepultar em um local comum data de tempos pós-bíblicos, pois na época talmúdica o costume era utilizar sepulcros familiares. Apesar disto, em II Reis 23:6 existe uma referência às sepulturas das pessoas comuns.[carece de fontes?] Na época talmúdica, as tumbas eram em cavernas ou escavadas na rocha, e o local era marcado por uma pedra que havia sofrido erosão fluvial, para indicar os passantes sobre a impureza.
Na época misnaica, havia cemitérios especiais para as pessoas executadas, mas o costume geral era sepultar em propriedade própria, ou em cavernas (costume da Palestina) ou enterrando (costume da Babilônia).[carece de fontes?]
Uma tradição que data desta época é colocar uma pedra arredondada por erosão fluvial sobre as sepulturas, para avisar aos passantes para que não profanem o túmulo.[carece de fontes?] A cena final do filme A Lista de Schindler, em que os sobreviventes do Holocausto e os atores que os representavam colocam pedras sobre o túmulo de Oskar Schindler, retrata esta tradição.
O estabelecimento de cemitérios comunais deriva de considerações práticas com relação às leis de pureza, que proíbem os Cohen de tocarem em corpos ou de chegar a quatro cúbitos de um túmulo. Na época talmúdica, os cemitérios eram objeto de medo e superstição, e eram considerados locais de espíritos malignos e demônios. Era considerado perigoso pernoitar nos cemitérios. Talvez por estes motivos, os cemitérios ficavam distantes das cidades, pelo menos cinquenta cúbitos da casa mais próxima. Esta também é a origem de se colocar cercas nos cemitérios.[carece de fontes?]

## Cemitérios medievais
Durante a Idade Média, os cemitérios judaicos na Europa mostravam uma transição entre as práticas antigas e influências do meio ambiente cristão. Existem tumbas verticais, características dos asquenazitas (judeus europeus) e tumbas horizontais, características dos sefarditas (judeus do Oriente Médio). Há também diferenças importantes nos símbolos gravados nos túmulos. Nos cemitérios sefarditas, é comum encontrar desenhos de anjos e imagens bíblicas gravadas na pedra tumular, mas nos asquenazitas nenhuma figura decorativa é permitida. Atualmente, os dois grupos usam os mesmos símbolos: a estrela de Davi, o Menorá (o candelabro de sete velas), o livro da Vida, a árvore da Vida, uma vela (representando a luz eterna da alma) e várias inscrições tradicionais.
Em 1285, o cemitério judaico de Londres se localizava dentro das muralhas da cidade, e era cercado por uma muralha de proteção, assim como o cemitério de Roma. Várias cidades diferentes compartilhavam o mesmo cemitério: o cemitério de Londres era o único da Inglaterra até 1177, os judeus de Hamburgo sepultavam os mortos no Cemitério Judaico de Altona, os judeus de Amsterdã em Outerkerk, e os da Baviera em Regensburg.
As pessoas eram sepultadas em linha, com um lugar de destaque para os rabinos e pessoas distintas. Judeus que haviam sido batizados ou pessoas de má reputação eram sepultadas em um canto, fora da linha. Havia tradições distintas sobre a posição na hora do sepultamento, em alguns cemitérios a cabeça era posicionada na direção do leste, em outros, na direção oeste ou sul, ou na direção da entrada do cemitério. Em todos os cemitérios havia um local para a ablução dos mortos, chamado Taharah.